# Islikon TG
| TG ist das Kürzel für den Kanton Thurgau in der Schweiz. Es wird verwendet, um Verwechslungen mit anderen Einträgen des Namens Islikon zu vermeiden. |

Islikon ist eine ehemalige Ortsgemeinde und eine Ortschaft in der Gemeinde Gachnang im Bezirk Frauenfeld des Schweizer Kantons Thurgau.
Von 1803 bis 1997 war die Ortsgemeinde Islikon mit Gachnang, Gerlikon, Kefikon, Niederwil und Oberwil Teil der damaligen Munizipalgemeinde Gachnang. Sie fusionierte im Rahmen der Thurgauer Gemeindereform am 1. Januar 1998 zur politischen Gemeinde Gachnang.

## Geographie
Das Industriedorf liegt am Tägelbach an der Strasse von Frauenfeld nach Winterthur.

## Geschichte

Luftbild von Walter Mittelholzer aus dem Jahr 1923

Die erste schriftliche Erwähnung von Islikon datiert aus dem Jahre 1267 als Islincon. Es gehörte bereits vor 1267 zum Grundbesitz des Klosters Reichenau. Dessen Ministerialengeschlecht von Gerlikon verkaufte Ende des 13. Jahrhunderts einzelne Güter an das Kloster Töss und später an das Kloster Paradies. Ab Ende des 15. Jahrhunderts gehörte Islikon zur Gerichtsherrschaft Kefikon. Von 1493 besteht eine Offnung.

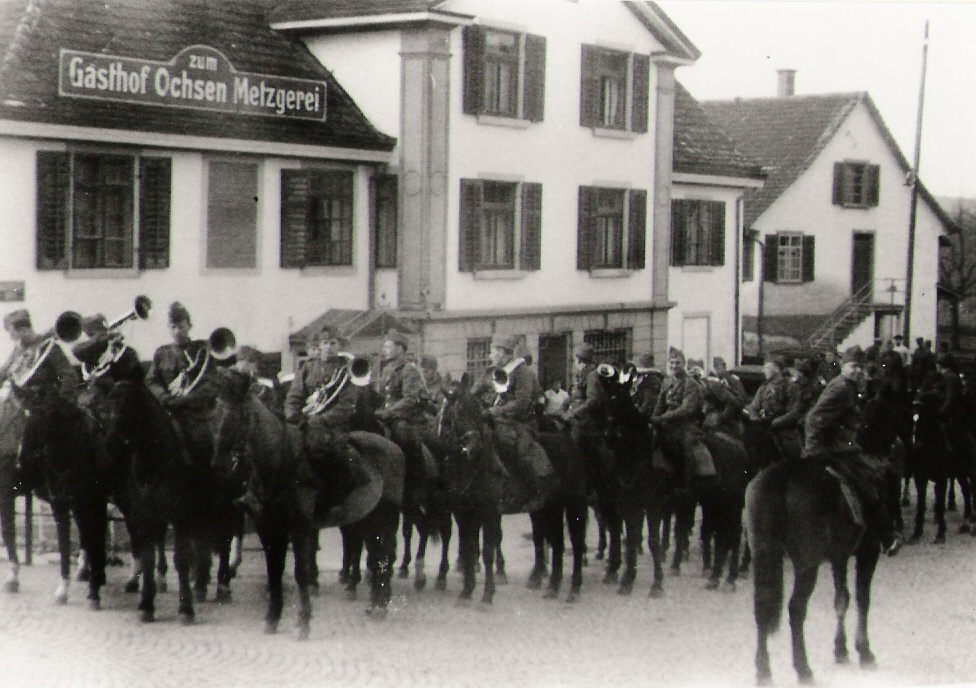
Gasthof Ochsen mit Kavalleriemusik der Schweizer Armee in Islikon 1937

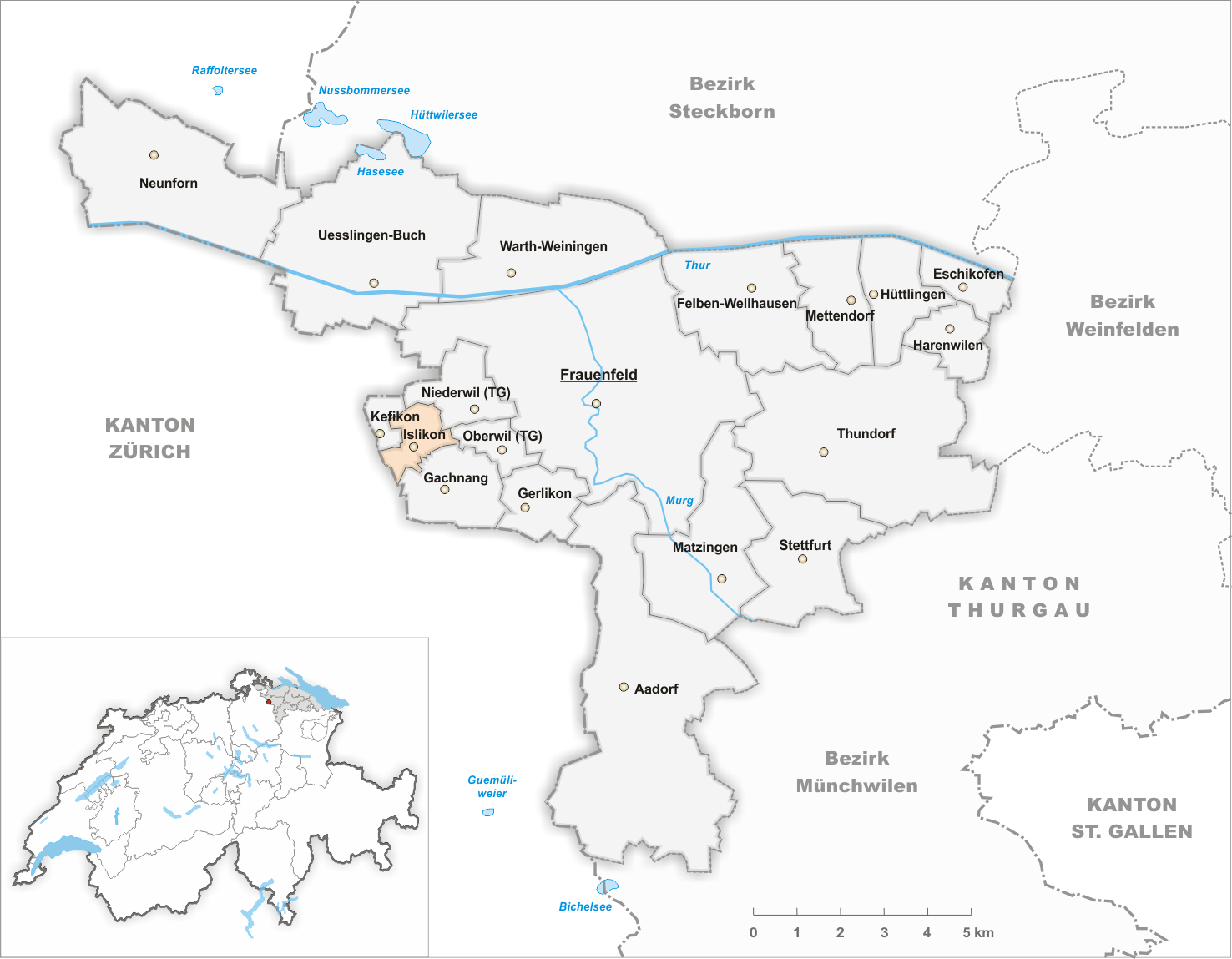
Gemeindestand vor der Fusion im Jahr 1998

Islikon gehörte stets kirchgenössig zu Gachnang und war bis Ende des 18. Jahrhunderts ein rein reformiertes Dorf.
Mit der Gründung der Kattundruckerei Bernhard Greuter und dem Anschluss an die Landstrasse Winterthur–Frauenfeld–Konstanz von 1777 setzte ein wirtschaftlicher Aufschwung ein. Islikon wurde zu einem regionalen Textilzentrum. Allein in Islikon arbeiteten um 1830 300 Arbeiter in der dorfähnlichen Fabrikanlage. Mit dem Anschluss an die Bahnstrecke Winterthur–Romanshorn von 1855 kamen neue Industriebetriebe. Seit Mitte des 20. Jahrhunderts wächst Islikon von neuem dank dem Bau von Wohnquartieren und der Ansiedlung von Gewerbe wie z. B. der 1957 gegründeten und auf Präzisionsmechanik spezialisierten Jossi AG. Der ehemalige Greuterhof gehört seit 1981 der Stiftung Bernhard Greuter für Berufsinformation.

## Wappen
Seit 1951 führt Islikon drei rote Flammen im weissen Band auf rotem Grund im Wappen. Es lehnt an den Brauch des Laetare-Sonntags mit dem Lichterschwemmen an, der 1810 zum ersten Mal durchgeführt wurde. Heute wird das Latäri-Fäscht vom Verein Latäri-Fäscht Islikon durchgeführt.

## Bevölkerung
| Jahr         | 1710  | 1850  | 1900  | 1950  | 1990  | 2000  | 2010  | 2018  | 2023  |
| Ortsgemeinde | 92    | 279   | 325   | 474   | 901   |       |       |       |       |
| Ortschaft    |       |       |       |       |       | 800   | 874   | 1412  | 1461  |
| Quelle       | [ 3 ] | [ 3 ] | [ 3 ] | [ 3 ] | [ 3 ] | [ 4 ] | [ 5 ] | [ 2 ] | [ 6 ] |

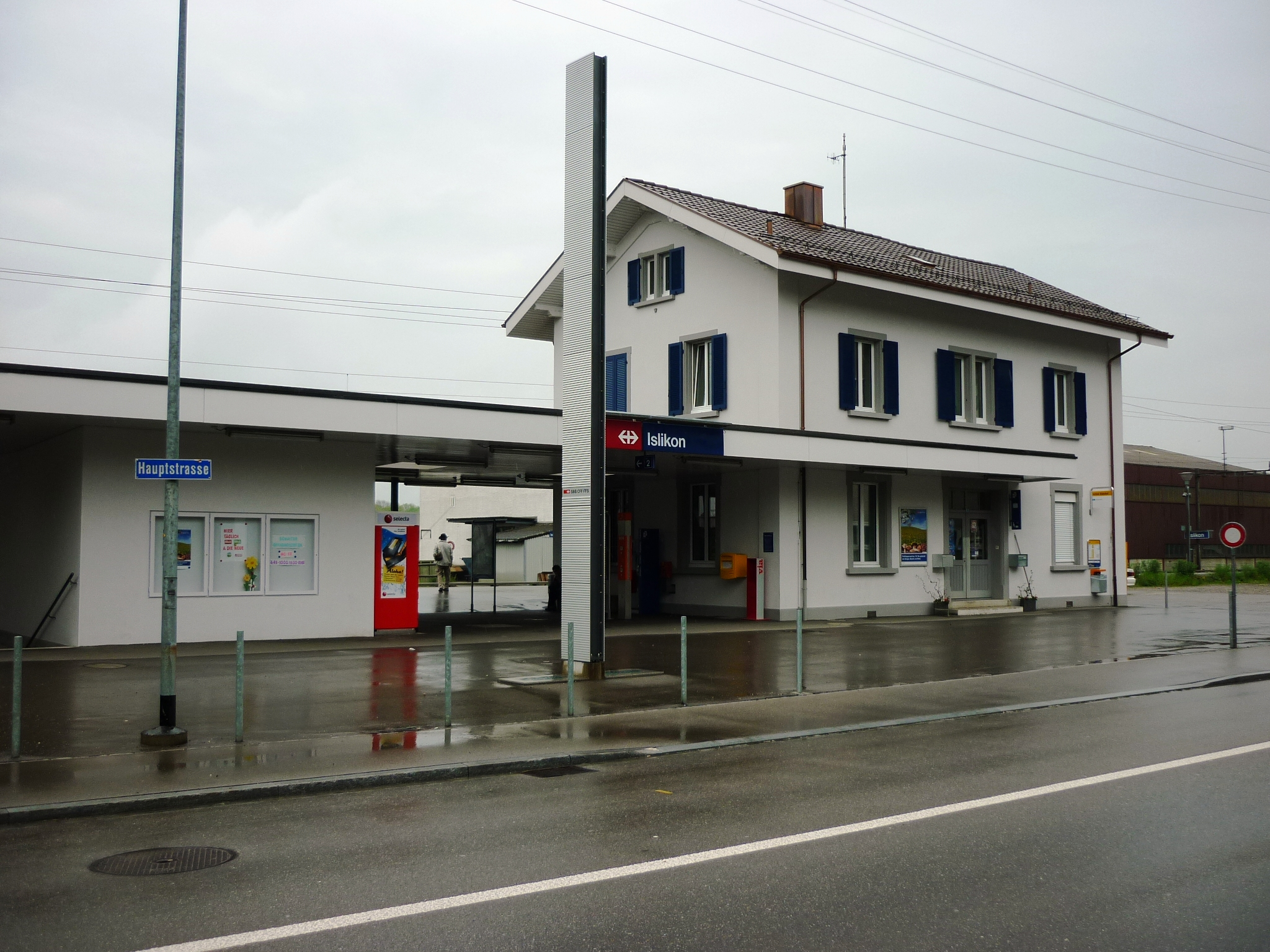
Bahnhof

Von den insgesamt 1461 Einwohnern der Ortschaft Islikon am 31. Dezember 2023 waren 315 bzw. 21,6 % ausländische Staatsbürger. 526 (36,0 %) waren evangelisch-reformiert und 357 (24,4 %) römisch-katholisch.

## Verkehr
Islikon liegt zwischen den beiden Autobahnen A1 und A7 und ist durch den von der Thurbo bedienten Bahnhof Islikon an der Bahnlinie von Winterthur nach Frauenfeld und verschiedenen Buslinien für den öffentlichen Verkehr erschlossen.
Der Bahnhof wurde seit dem Sommer 2000 als Stationshalterbahnhof und SBB-Agentur privat geführt. Er wäre gemäss SBB-Plänen und ohne Privatinitiative geschlossen worden. Im Juli 2011 wurde bekannt, dass die Zukunft des Bahnhofs erneut ungewiss ist, da die SBB die laufenden Verträge kündigten und neu verhandeln wollten. Ende Juni 2024 wurde der Billettschalter endgültig geschlossen.

## Sehenswürdigkeiten

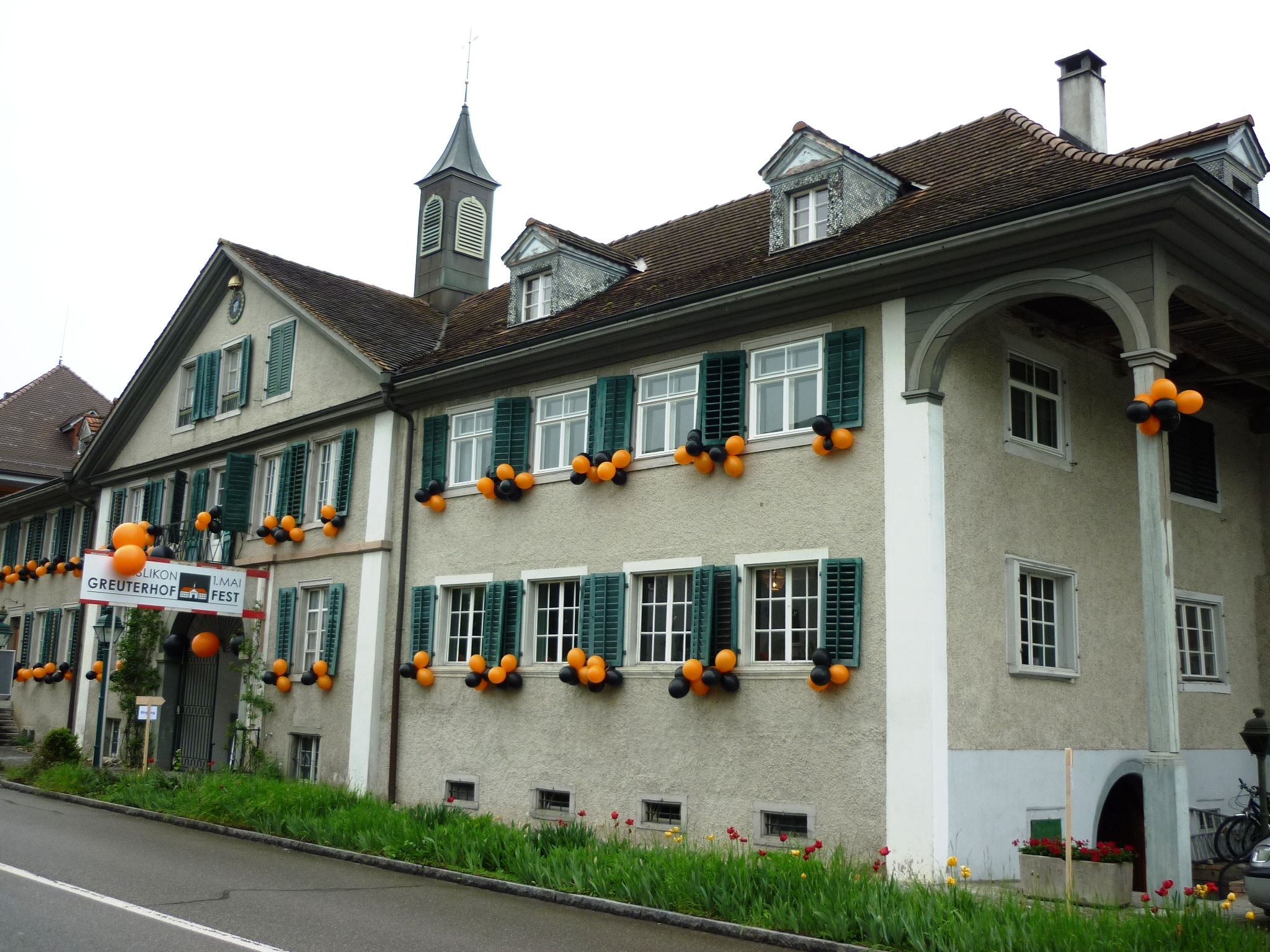
Greuterhof

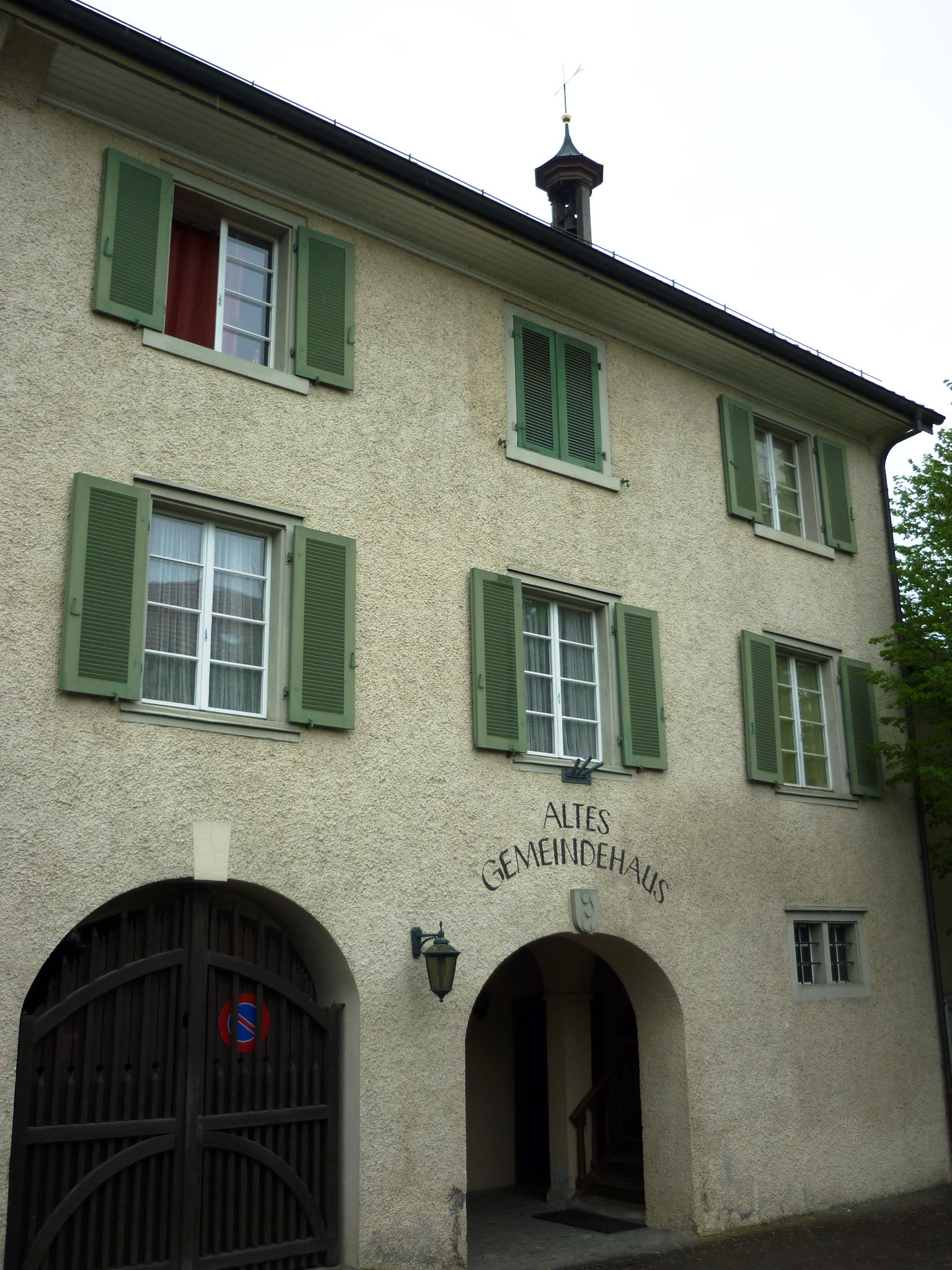
Altes Gemeindehaus

Die 1777 erbaute Indigo-Färberei Greuterhof war eine der ersten Fabriken der Schweiz. Die bedruckten Qualitätsstoffe hatten internationale Abnehmer. Der Gründer, Bernhard Greuter, war ein erfolgreicher Unternehmer und verwirklichte für seine Zeit wegleitende soziale Modelle für die Arbeiterschaft. Das bau-, industrie-, kultur- und sozialhistorisch wertvolle Greuter’sche Areal mit Fabrik, Scheune, Stallungen und Wasseranlagen wurde dank der gemeinnützigen Stiftung Greuterhof Islikon und mit Hilfe der Pro Patria restauriert. Heute befinden sich hier ein Gastronomiebereich, Ausstellungs- und Veranstaltungsräume sowie das Telefonmuseum Telephonica.
Damit man beim Bau des Greuterhofes von 1796 bis 1825 das ganze Jahr Bausteine gewinnen konnte, legte man einen unterirdischen Stollen zum Abbau von Sandstein neben dem Fabrikgelände an. Von der Keller- und Stollenanlage in Molassesandstein (glimmerhaltige Sandsteine der Hörnlischüttung, mit Knauern) gibt es heute noch ein Gebäude mit Sandsteinquadern, die so genannte Scheune der Greuter’schen Anlagen. Der Stolleneingang im Dorf und die vordersten Räume wurden zu einem Festkeller des Dorfvereins Islikon ausgebaut.
Der Greuterhof ist in der Liste der Kulturgüter in Gachnang aufgeführt.

## Persönlichkeiten
- Bernhard Greuter (1745–1822), Industrieller, Sozialreformer, Politiker
- Ludwig Forrer (1845–1921), Bundesrat, Enkel eines Koloristen der Greuterschen Fabrik
- Alfred Huggenberger (1867–1960), Schriftsteller, Mundartdichter, Sohn eines Fabrikarbeiters vom Greuterhof